# Arrhaphipterus blanchei
Arrhaphipterus blanchei is een keversoort uit de familie Rhipiceridae. De wetenschappelijke naam van de soort is voor het eerst geldig gepubliceerd in 1854 door Chevrolat.